# Culex pavlovskyi
Culex pavlovskyi är en tvåvingeart som beskrevs av Casal och Mauricio Garcia 1967. Culex pavlovskyi ingår i släktet Culex och familjen stickmyggor. Inga underarter finns listade i Catalogue of Life.